# Stanisław Opałko
Stanisław Opałko (ur. 3 października 1911 w Górze Włodowskiej, zm. 12 września 1993 w Tarnowie) – polski polityk, działacz partyjny i gospodarczy, członek Biura Politycznego KC PZPR (1981–1986), poseł na Sejm PRL I, II, III, IV oraz IX kadencji, przewodniczący Wojewódzkiego Komitetu Frontu Jedności Narodu w Tarnowie (1978–1980). Budowniczy Polski Ludowej.

## Życiorys

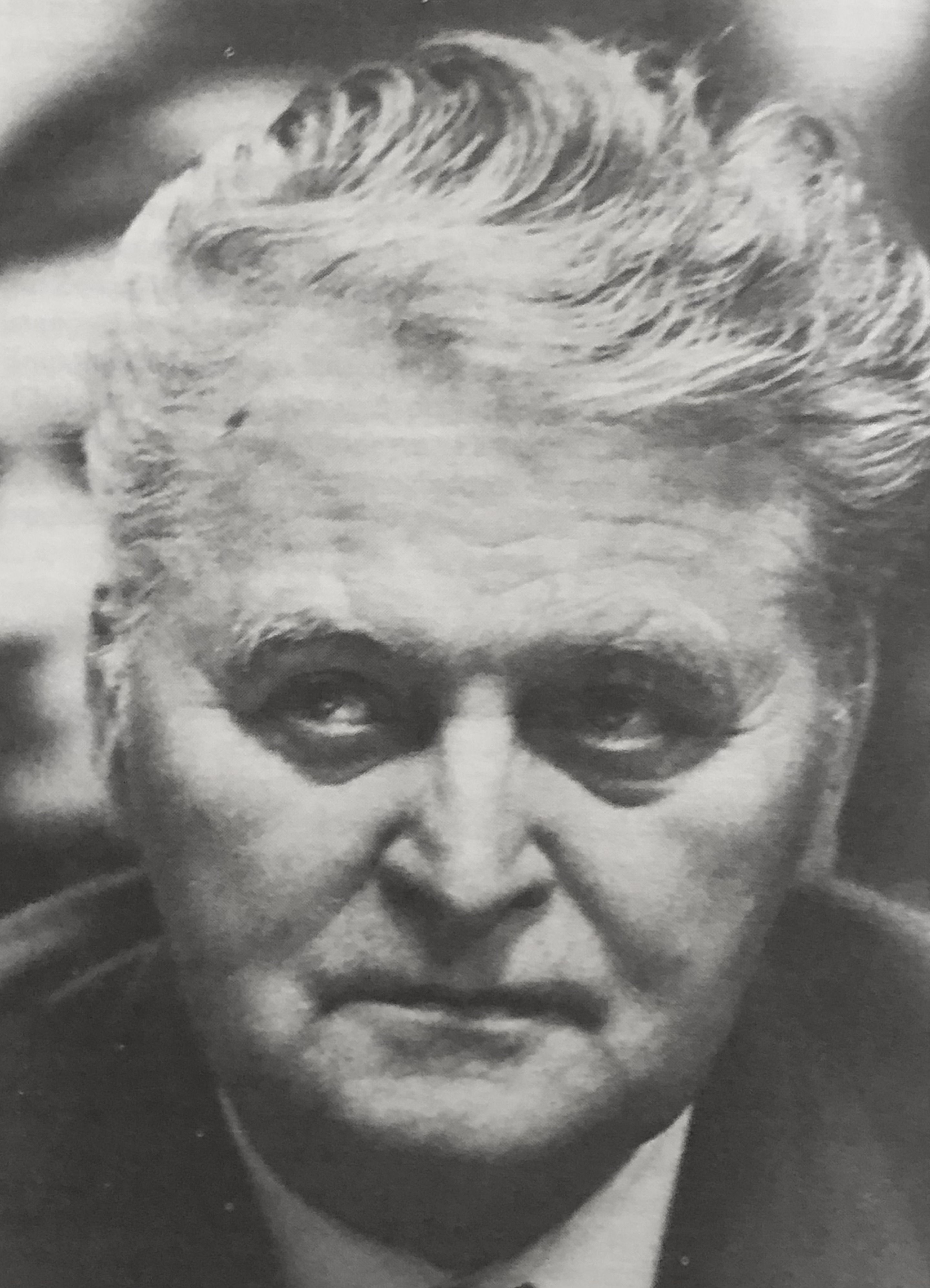
Stanisław Opałko w latach 80.

Syn Pawła i Weroniki. W latach 1935–1950 pracował w Fabryce Papieru w Myszkowie, gdzie kolejno był majstrem, brygadzistą, kierownikiem produkcji i dyrektorem. W latach 1951–1952 kierował Zakładami Chemicznymi w Nowej Sarzynie. 23 stycznia 1945 wstąpił do Polskiej Partii Socjalistycznej. W wyniku jej zjednoczenia z PPR od 15 grudnia 1948 należał do Polskiej Zjednoczonej Partii Robotniczej.
Od lutego 1958 do lutego 1978 zajmował stanowisko dyrektora Zakładów Azotowych im. Feliksa Dzierżyńskiego w Tarnowie. W 1964 uzyskał tytuł zawodowy magistra inżyniera mechanika na Politechnice Krakowskiej. W 1978 przeszedł na emeryturę. W latach 1972–1981 był także wiceprezesem Zarządu Głównego Stowarzyszenia Inżynierów i Techników Przemysłu Chemicznego.
W 1952 uzyskał mandat posła na Sejm PRL I kadencji z okręgu wyborczego Jarosław. Zasiadał w Komisji Przemysłu. W 1957, 1961, 1965 oraz 1985 ponownie zostawał posłem. Początkowo nadal reprezentował okręg Jarosław, później mandat sprawował z Tarnowa. W II kadencji zasiadał w Komisji Przemysłu Ciężkiego, Chemicznego i Górnictwa oraz w Komisji Obrony Narodowej, w III oraz IV kadencji w Komisji Przemysłu Ciężkiego, Chemicznego i Górnictwa, a w IX kadencji w Komisji Przemysłu oraz w Komisji Nadzwyczajnej do rozpatrzenia projektów ustaw związanych z realizacją drugiego etapu reformy gospodarczej. W latach 1978–1980 był przewodniczącym Wojewódzkiego Komitetu Frontu Jedności Narodu w Tarnowie.
Pełnił wysokie funkcje w PZPR. 6 października 1980 został członkiem Komitetu Centralnego, 23 dni później I sekretarzem Komitetu Wojewódzkiego w Tarnowie (do 1985). W 1981 był członkiem tzw. Komisji Grabskiego powołanej przez KC PZPR w celu ustalenia odpowiedzialności osobistej członków ekipy Edwarda Gierka. 19 lipca 1981 wszedł w skład Biura Politycznego KC PZPR (do 1986). W pierwszej połowie lat 80. wchodził również w skład Rady Redakcyjnej organu teoretycznego i politycznego KC PZPR „Nowe Drogi”. W latach 1981–1986 przewodniczący Komisji Reformy Gospodarczej i Polityki Ekonomicznej KC PZPR.
Zmarł 12 września 1993 po ciężkiej chorobie. Pochowany na Cmentarzu w Mościcach.
3 lipca 2009 prezydent Tarnowa Ryszard Ścigała postanowił o nadaniu imienia Stanisława Opałki jednemu z tarnowskich skwerów. Następnie wojewoda małopolski Jerzy Miller uchylił prezydenckie zarządzenie, ponieważ decyzja została podjęta bez zgody Rady Miasta.

## Odznaczenia
Odznaczony Złotym Krzyżem Zasługi (1954), Orderem Sztandaru Pracy I i II klasy, Orderem Budowniczych Polski Ludowej (1974), Medalem 10-lecia Polski Ludowej (1954), Medalem 30-lecia Polski Ludowej, Medalem „Za zasługi dla obronności kraju” oraz Odznaką „Za zasługi w ochronie porządku publicznego”. W 1983 otrzymał również bułgarski jubileuszowy Medal 100. Rocznicy Urodzin Georgi Dymitrowa, w 1985 otrzymał Medal jubileuszowy „Czterdziestolecia zwycięstwa w Wielkiej Wojnie Ojczyźnianej 1941–1945” (ZSRR), a w 1988 Medal im. Ludwika Waryńskiego.